# 김민정 (희극인)
김민정(1982년 2월 7일 ~ )는 대한민국의 개그우먼이다.

## 학력
- 동덕여자대학교 방송연예과

## 출연작

### 방송
- 《골목 안 사람들》 (KBS 2TV)
- 《개그콘서트》 (KBS 2TV)
  - 무림남녀 (여자 역)
  - 뮤직드라마
  - 봉숭아 학당
  - 식신 김도마
- 《쇼! 행운열차》 (KBS 2TV)
- 《매직키드 마수리》 (KBS 2TV)
- 《TV는 사랑을 싣고》 (KBS 2TV)
- 《개그사냥》 (KBS 2TV)

## 수상
- 2002년 : 17기 KBS 공채 개그우먼 동상